# Gonomyia (Leiponeura) misera
Gonomyia (Leiponeura) misera is een tweevleugelige uit de familie steltmuggen (Limoniidae). De soort komt voor in het Neotropisch gebied.